# 時田雅義
時田 雅義（ときた まさよし、1973年8月28日 - ）は、千葉県出身のD1グランプリに参戦していたレーサー。愛称は「時ちゃん」、「バジン（葉人）」。180のおじさん

## 来歴
ドリフトをしていた地元の先輩への憧れからドリフトに興味を持つ。18歳で運転免許を取ってAA63カリーナを購入し、最初にグリップ走行で腕を磨き、その後ドリフトを始める。2001年にはいかす走り屋チーム天国の関東大会にチーム「canopus with 遊心」のメンバーとして、GZ10ソアラを駆って出場した。
2003年の第3戦SUGOからD1グランプリに出場。当初はGZ10ソアラを使用していたが、2004年にはMZ12ソアラに乗り換え、同年第4戦の富士では10位に入った。また、2006年の第2戦SUGOでは追走ベスト16で名手風間靖幸相手に勝利を収めた。
2007年にソアラからゼロクラウンに乗り換える。エンジンは2JZ-GTEに換装されている。2009年の第4戦岡山では追走トーナメント決勝まで勝ち進み、手塚強に敗れるも準優勝を果たした。
2010年、岡山ラウンドにて織戸学に勝利し初優勝。
2014年にクラウンのフロントフェイスをGRS214クラウン仕様にスワップし、カラーリングも白からピンク（当時話題になっていた特別色）と黒に変更。さらに2016年には2JZ-GTEに換装した86 (ZN6) にマシンチェンジ。
2019年は長年使用していたグッドイヤータイヤがD1グランプリから撤退したことにより、昨年までのGOODYEAR Racing体制ではなく完全なプライベーターとして参戦した。
2020年は「俺だ！Racing」のエグゼクティブアドバイザーとなり、選手から川畑真人のスポッターに転身。以降はD1グランプリに参戦していないが、引退とは明言していない。

## 人物・エピソード
- 趣味はゴルフ、釣り。
- ソアラを使用していた頃のトレードマークはねじり鉢巻きにバットであり、車種も相まって暴走族風のキャラクターであった[6]。加えて強面なこともあって怖がられることもあるが、実際は気さくで優しい人柄である。話の上手さもあり、単走で敗退した際などにはピットレポーターに抜擢され、追走に臨む選手をレポートすることも多い[7]。
- ソアラを選んだ理由として「特に“コレじゃなきゃダメ”ってワケではないんだけど、オレがチョイスするのはいつだって昭和車。別にひねくれてるわけでもないと思うんだけど、あの手の角張った感じのクルマが好きなんだよね。」と語った。
- 心に残る1戦として2004年第4戦富士をあげている。植尾勝浩選手と当たり残念ながら敗北してしまったものの、ラウンド10位を獲得したことがうれしかったとのこと。また、この1戦をきっかけに本気でD1をやってみようと思い、研究熱心になったとのこと。
- VIDEO OPTIONを制作しているサンプロスの社長をD1GPのスタッフと勘違いし、ラフな形で話しかけた。その後土屋圭市に「ひとに話かけるときは、まず“すみません～”と言ってから」と叱責を受けた。
- ドライバーやスポッターとして活躍する一方で、千葉県市原市で自動車の整備やチューニングを手掛けるショップの「オートサービスTOKITA」を経営している[3]。また、実家の家業である農業を引き継ぎ、米の生産も行っている[8]。
- 2007年・2008年には、SUPER GTに参加するaprのメカニックも務めていた[9]。